# Retinne
 (juin 2020).
Si vous disposez d'ouvrages ou d'articles de référence ou si vous connaissez des sites web de qualité traitant du thème abordé ici, merci de compléter l'article en donnant les références utiles à sa vérifiabilité et en les liant à la section « Notes et références ».
Pour l’article ayant un titre homophone, voir Rétine.
Retinne (en wallon Ritene) est une section de la commune belge de Fléron située en Région wallonne dans la province de Liège. C'était une commune à part entière avant la fusion des communes de 1977.

## Toponymie
Le nom du village vient de Retinius ou Rittius, qui fut un noble gallo-romain de la région.

## Démographie
- Sources : INS, Rem. : 1831 jusqu'en 1970 = recensements, 1976 = nombre d'habitants au 31 décembre.

## Histoire
Site de la Bataille de Retinne, le 6 août 1914, les 27e RI et 165e RI de l'armée impériale allemande y passèrent 40 civils par les armes et y détruisirent 18 maisons lors des Atrocités allemandes, commises au début de l'invasion.
On y trouve le terril du Hasard, du nom d'un ancien charbonnage, culminant à 365 mètres au-dessus du niveau de la mer et à approximativement 90 mètres du sol, qui de son sommet offre une vue imprenable sur toute la région. Les caractéristiques de ce terril, ainsi que les processus de pentes actuels sur ce terril ont été décrits en détail dans une étude de l’Université de Gand.
Le terril du Hasard comporte un grand nombre de rigoles d’érosion sur son flanc nord-est, en lien avec sa très forte pente.
Un glissement de terrain a eu lieu en 2001, en lien avec l’autocombustion du terril.
De nombreux Polonais, venus pour travailler à la mine à l'époque de son activité, se sont installés dans la région. Au pied de ce terril, fut construit par les habitants de la commune un lieu associatif dénommé 'Batifix'.

## Patrimoine et culture

### Patrimoine architectural
- A Retinne se trouve, rue de la Briqueterie, le seul temple du culte antoiniste avec photos de Belgique. Ce temple est resté fidèle au rituel institué par Catherine Antoine.

## Économie

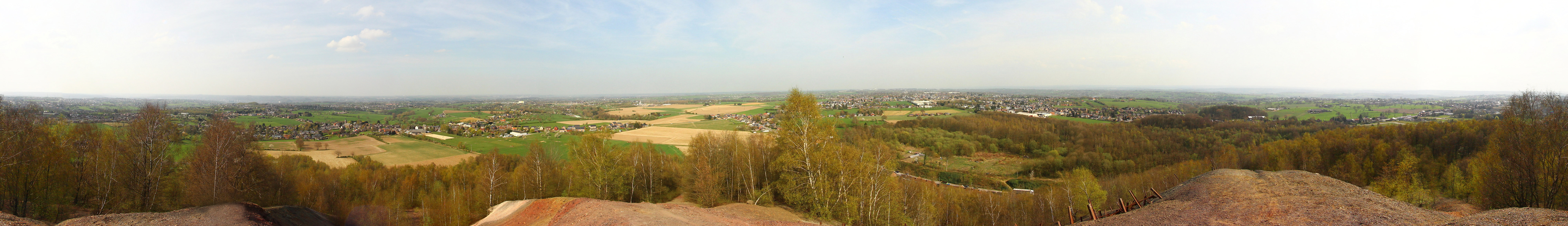
Panorama depuis le dessus du terril.

## Personnalités
- Retinne est le lieu de naissance (en 1193) de Sainte Julienne, instauratrice de la Fête-Dieu.
- Georges Jobé (1961-2012), pilote de motocross sacré cinq fois champion du monde et neuf fois champion de Belgique[6], y est né.